# 真宗大谷派高田別院
真宗大谷派高田別院（しんしゅうおおたにはたかだべついん）は、新潟県上越市にある真宗大谷派の寺院。

## 歴史
1730年（享保15年）、真如によって開山された。真如は東本願寺第17代法主である。当地は浄土真宗宗祖親鸞配流の地であり、門徒から東本願寺の掛所（出張所）設置が強く望まれていた。当時の幕府は新寺建立を制限していたが、寺社奉行への嘆願などの甲斐あって、ようやく認められることになった。
当院は俗に「高田御坊」と呼ばれ、頸城地域の所属寺院の管理に当たった。1876年（明治9年）、「高田別院」に改称された。

## 文化財
- 高田別院本堂（登録有形文化財 平成27年8月4日登録）[3]
- 高田別院鐘楼（登録有形文化財 平成27年8月4日登録）[4]
- 高田別院大門（登録有形文化財 平成27年8月4日登録）[5]
- 高田別院塀（登録有形文化財 平成27年8月4日登録）[6]

## 交通アクセス
- 高田駅より徒歩15分。